# Parapoynx stagnalis
Parapoynx stagnalis ist ein Schmetterling aus der Familie der Crambiden (Crambidae).

## Merkmale
Die Falter erreichen eine Flügelspannweite von 12 Millimeter bei den Männchen und 20 Millimeter bei den Weibchen. Die Vorderflügel sind weiß, eine Proximallinie ist nicht angelegt. Der Diskozellularfleck ist in zwei schwarze Flecke geteilt. Die Distallinie ist gelb und gekrümmt. Die Submarginallinie ist undeutlich und gelblich. Der Submarginalbereich ist weiß und undeutlich grau gerandet.
Die Genitalarmatur der Männchen ist ziemlich klein. Uncus und Gnathos sind klein. Der Gnathos ist nicht gezähnt. Die Valven sind parallelwandig und in der Mitte scharf nach oben gebogen, besondere Merkmale sind nicht vorhanden. Die Juxta ist oval. Der Phallus ist schlank und besitzt keine Cornuti. Der Bulbus ejaculatorius mündet mittig.
Bei den Weibchen ist der Oviscapter schlank und relativ kurz. Er ist mit basal geweiteten Apophysen versehen. Der Ductus bursae ist relativ kurz und besitzt ein breites Colliculum. Das Corpus bursae ist oval und hat ein Signum, welches sich in einem rechteckigen, stark sklerotisierten Bereich befindet. Es besteht aus zwei parallel verlaufenden, schmalen, sklerotisierten Kämmen.
Die erwachsene Raupe ist fahl grün, leicht transparent und etwa 15 Millimeter lang. Der grüne Verdauungstrakt ist durch die halbtransparente Haut gut sichtbar. Der Kopf und das erste Thorakalsegment sind fahl braun und mit braunen Flecken versehen. Die Raupe ist mit sechs Reihen filigran verzweigter Tracheenkiemen ausgestattet.
Das Ei ist rund und flach. Es ist gelb gefärbt.

### Ähnliche Arten
Eine ähnliche Art ist Parapoynx fluctuosalis.

## Verbreitung
Parapoynx stagnalis kommt in Afrika einschließlich Madagaskar vor. Im Norden reicht das Verbreitungsgebiet bis Spanien (Gibraltar, Provinz Cádiz). Die Art wurde in England eingeschleppt, wo sie in Gewächshäusern für tropische Wasserpflanzen gefunden wurde. Sie ist auch in der Orientalis, der Australis und der Neotropis weit verbreitet.

## Biologie
Die Weibchen legen etwa 50 Eier, die in Reihen, nach anderen Quellen auch einzeln, auf der Blattunterseite der Wirtspflanzen befestigt werden. Das Eistadium ist sehr kurz und dauert zwei bis sechs Tage, im Durchschnitt etwa drei Tage. Die jungen Raupen sind fahl cremefarben, nur der Kopf und das erste Thorakalsegment sind gelb. Sie besitzen röhrenförmige Tracheenkiemen. Die Raupen leben in Gehäusen, die aus Grasstücken angefertigt werden. Die wichtigste Wirtspflanze ist Reis (Oryza sativa). Weitere Wirtspflanzen sind Panicum hemitomum, Panicum distachyum, Panicum repens, Echinochloa colonum, Hühnerhirse (Echinochloa crus-galli), Eragrostis interrupta und Paspalum scrobiculatum. Das Larvenstadium dauert 14 bis 20 Tage. Vor der Verpuppung befestigt die Raupe das Gehäuse mit der langen Seite. Die Puppe ist cremefarben und besitzt violette Augen, die nach zwei Tagen aschgrau werden. Die Falter schlüpfen nach vier bis sieben Tagen. In den tropischen Bereichen des Verbreitungsgebietes können Falter während des ganzen Jahres angetroffen werden. In Europa findet man sie in den Sommermonaten.
Als Parasitoid wird eine Nematode aus der Fadenwürmer-Familie Mermithidae genannt, die im Raupenkörper lebt, bis dieser vollständig leergefressen ist. Befallene Raupen kommen nicht zur Verpuppung.

## Systematik
Aus der Literatur sind folgende Synonyme bekannt:
- Nymphula stagnalis Zeller, 1852
- Hydrocampa depunctalis Guenée, 1854
- Zebronia decussalis Walker, 1859
- Cataclysta vestigialis Snellen, 1880
- Hydrocampa hilli Tepper, 1890

## Belege
1. 1 2 3 4 5 6 7 8 9  
Barry Goater, Matthias Nuss, Wolfgang Speidel: Pyraloidea I (Crambidae, Acentropinae, Evergestinae, Heliothelinae, Schoenobiinae, Scopariinae). In: P. Huemer, O. Karsholt, L. Lyneborg (Hrsg.): Microlepidoptera of Europe. 1. Auflage. Band 4. Apollo Books, Stenstrup 2005, ISBN 87-88757-33-1, S. 63 (englisch).
2. 1 2 3 4 5  
B. V. David, T. N. Ananthakrishnan: Central and Applied Entomology. Tata McGraw-Hill Education 1978, ISBN 0-07-043435-2, S. 638.
3. ↑  
Patrice Leraut: Zygaenids, Pyralids 1. In: Moths of Europe. 1. Auflage. Volume III. NAP Editions, 2012, ISBN 978-2-913688-15-5, S. 130 (englisch).
4. ↑  
Global Information System on Pyraloidea (GlobIZ). Abgerufen am 3. Januar 2013.
5. ↑  
Parapoynx stagnalis bei Fauna Europaea. Abgerufen am 3. Januar 2013